# Glaciar de Bionnassay
El glaciar de Bionnassay (del francés: glacier de Bionnassay)es un glaciar de la vertiente francesa del macizo del Mont Blanc, en los Alpes. Se encuentra al pie de la ladera norte de la aiguille de Bionnassay, y baja hacia el noroeste desde una altitud de 4.000 m hasta 1.800 m. Es accesible desde Saint-Gervais por el tranvía del Mont Blanc, subiendo hasta su última parada, el Nid d'Aigle, y caminando unas 5 horas por un sendero escarpado.
Existe también un glaciar de Bionnassay en Italia, que es un afluente del glaciar italiano de Miage.

## Características
Su zona de acumulación es delimitada por una serie de altas cimas de las que recibe nieve y hielo:
- al norte, una línea de crestas entre las que destacan las Rognes y Tête Rousse (3.180 m) y la aiguille du Goûter (3.786 m)
- al este, la arista que une la aiguille du Goûter y la aiguille de Bionnassay (4.304 m) pasando por el Dôme du Goûter (4.304 m)
- al sur y partiendo de la aiguille de Bionnassay en un sentido este-oeste, los contrafuertes formados por la montaña de Tricot (que culmina en la aiguille del Tricot a 3.665 m) y descienden hasta el monte Vorassey (2.299 m)

El glaciar fluye entre dos altas morrenas laterales que señalan el ancho de mayor tamaño que tenía en siglos pasados.
Si bien el glaciar ha retrocedido de unos 200 m entre 1990 y 2010, el glaciólogo Luc Moreau estima que ha retrocedido mucho menos que la Mer de Glace o el glaciar de Bossons gracias a la protección térmica que le proporciona la importante capa de rocas y detritos que cubre su frente. Habría perdido sobre todo en grosor, y el ayuntamiento de Saint-Gervais ha encargado una serie de mediciones para comprobar el estado del glaciar.

## Catástrofe de 1892
El glaciar de Bionassay protagonizó indirectamente el mayor accidente glaciar ocurrido en Francia en los últimos siglos. En la noche del 11 al 12 de julio de 1892, una bolsa de agua acumulada en el interior del pequeño glaciar de Tête Rousse, situado monte arriba al pie de la aiguille du Goûter, reventó el frente de hielo de ese glaciar. Unos 200.000 m³ de agua y 90.000 m³ de hielo pulverizado se precipitaron hacia el valle siguiendo el cauce del glaciar de Bionnassay y arrastranco toda clase de detritos. La colada detrítica arrasó varias aldeas y alcanzó las inmediaciones del pueblo de Saint-Gervais, con un balance de 175 muertos.